# فنسنت كولمان
فنسنت كولمان (بالإنجليزية: Vincent Coleman)‏ هو ممثل أمريكي، ولد في 16 فبراير 1900 في لويزيانا في الولايات المتحدة، وتوفي في 26 أكتوبر 1971 في لوس أنجلوس في الولايات المتحدة.

## وصلات خارجية
- فنسنت كولمان على موقع IMDb (الإنجليزية)
- فنسنت كولمان على موقع قاعدة بيانات برودواي على الإنترنت (الإنجليزية)